# W imię króla II: Dwa światy
W imię króla II: Dwa światy (ang. In the Name of the King 2: Two Worlds) – kanadyjsko-niemiecki film z 2011 roku, sequel filmu Dungeon Siege: W imię króla wyprodukowanego w 2007. Akcja Dungeon Siege: W imię króla 2 dzieje się 50 lat po wydarzeniach z pierwszej części. Jego kontynuacją jest W imię króla III: Ostatnia misja z 2014 roku.

## Fabuła
Granger jest byłym członkiem jednostek specjalnych. Wkrótce zostaje wysłany do przeszłości, do czasów średniowiecznych, by spełnić pradawną przepowiednię. Udaje się więc w podróż przez królestwo Ehb, w którym panuje wojna. W międzyczasie podczas wyprawy spotyka grupę walczących  wojowników. 

## Obsada
- Dolph Lundgren jako Granger
- Natassia Malthe jako Manhatten
- Aleks Paunovic jako Allard
- Lochlyn Munro jako Król / Kruk
- Jamie Switch jako Mroczny
- John Tench jako Pan Ciemności
- Heather Doerksen jako Dunyana
- Elisabeth Rosen jako Jasnowidz
- Christopher Rosamond jako Żołnierz

## Zdjęcia
Główne zdjęcia rozpoczęły się 1 grudnia 2010, do planowanego wydania filmu w 2010 roku. W 22 grudnia 2010 podczas robienia zdjęć sześć osób zostało rannych w wyniku wybuchu.